# زاپولیارنی، استان مورمانسک
شهر زاپولیارنی (به روسی: Заполярный) در کشور روسیه و در استان مورمانسک واقع شده‌است.